# Ormányos karcsúbagoly
Az ormányos karcsúbagoly (Hypena proboscidalis)  a rovarok (Insecta) osztályának a lepkék (Lepidoptera) rendjéhez, ezen belül a bagolylepkefélék (Noctuidae) családjához tartozó faj.

## Elterjedése
Előfordul parkokban , kertekben , vizes mezőkön és tavak partjain, általában nedves, csalán gazdag területeken.

## Megjelenése
- lepke: szárnyfesztávolsága: 32–38 mm
- hernyó: sárga és sötétzöld / fehér csíkos és az oldalán fehér vonal
- báb:

## Életmódja
- nemzedék:  Két egymást követő generáció egymás után, május elejétől augusztus végéig rajzik.
- hernyók tápnövényei:  Urtica dioica, Humulus lupulus, Lamium-, Plantago-, Aegopodium-, Stachys-fajok.

## Fordítás
- Ez a szócikk részben vagy egészben  a   Bruine snuituil című holland Wikipédia-szócikk fordításán alapul.  Az eredeti cikk szerkesztőit annak laptörténete sorolja fel. Ez a jelzés csupán a megfogalmazás eredetét és a szerzői jogokat jelzi, nem szolgál a cikkben szereplő információk forrásmegjelöléseként.